# Krnjeuša
Krnjeuša je naseljeno mjesto u općini Bosanski Petrovac, Federacija Bosne i Hercegovine, BiH.

## Zemljopis
Krnjeuša se nalazi na visoravni koju čine krška polja između planinskog masiva Grmeča i okolnih planina (Osječenica, Klekovača, Plješivica), a koja se proteže pravcem Bihać – Ključ, s nadmorskom visinom između 500 i 600 metara. Krnjeuša je od Bosanskog Petrovca udaljena nešto više 20 km, kao i od Bosanske Krupe, dok je od Bihaća udaljena nešto manje od 40 km. Kroz naselje Krnjeušu prolazi put M 14.2, koji je uglavnom nije asfaltiran, a koji povezuje Bosanski Petrovac i Bosansku Krupu. Lokalnim putem u dužini od 8 km, kod naselja Vrtoče, Krnjeuša je povezana s putem AVNOJ-a (Bihać-Jajce).

## Povijest
Tragovi rimskog naselja datiranog u rasponu 2. do 3. stoljeća, srednjovjekovna crkva i nekropola, nalaze se iznad pravoslavnog groblja, s ostatcima rimske arhitekture i opeke. Odavde potječe više stela i ulomaka stela. To su ploče od vapnenca s natpisima na latinskom jeziku ukrašenim ornamentima. U samom groblju vidljivi su tragovi građevine s apsidom, vjerojatno crkve orijentirane istok-zapad, dimenzija 14x8m. Ovdje su sačuvana i dva stećka koja su iz srednjeg vijeka.
Iz starih vremena, vjerojatno predosmanskih, u Krnjeuši se nalaze dvije crkvine. Jedna je nevelika i kod nje je staro groblje, starinskih ploča. Ima oltar i nađena je u crkvini kamena ploča od mekog kamena na kojoj su slova pisana staroslavenski. Predana je u sarajevski muzej. Druga crkvina je u sredini parohije u Krnjeuši, 300 koraka od crkve u Krnjeuši. Za osmanske vlade bila je velika gromila, na ravnici. Prema narodnoj predaji, od crkvenog kamena ove crkvine sazidana je kula Kulenovića u Lastvima, 2000 koračaja od ove crkvine. Predaja je utemeljena, jer ta kula ima isti kamen, a takva kamena nema nigdje u blizini osim u crkvini. Kulu narod zove "crna kula", jer je u njoj bio "crni sud" za kršćane. U blizini kule je brdaljice, zvano Vješala, gdje su kršćani umirali u mukama. Premda je kula bila ispražnjena za Austro-Ugarske, Kulenovići su ju držali za uspomenu. Ne zna se kad je osnovana parohija u Krnjeuši. Nalazi se tek 5-6 sati hoda, od vrlo starog samostana „Hrmna“ (Rmanj) koji je sve do „Kalajskog rata“ (1788. – 91.) bio velikih posjeda s mnogim redovnicima imao velika imanja i bilo je važno crkveno središte. Vjerojatno su posluživali i udaljena sela. Na groblju u Krnjeuši nalaze se temelji crkve, okrenute k istoku. Druga razvalina crkve u Krnjeuši je blizu sadašnje pravoslavne crkve kod kuće Mile Karanovića pok. Stevana, u čijem podrumu pod kućom vidi se komad okruglog zida što je zid oltara. Pogon za pečenje živog vapna napravljen je blizu crkvine i tad je nađen stari novac.
U selu Krnjeuši je izvor Rastovac. Godine 1869. upravo pokraj te vode kuću odnosno čardak napravio je Mehmed beg Kulenović za svoje stanovanje i teferičenje. Načiniviši ju zapovijedio je da svatko tko dolazi po vodu mora platiti vodarinu, koja je obično bila janje, sirac, i jedna junjga (1 i pol oka) masla. Onaj tko nije imao, nije smio na vodu doći ni vode odnijeti. Pravoslavci su se dosjetili kako doskočiti tome. Sin jedne vračarice poslužio se knjigom roždanikom i nadaleko po učinkovitom vračanju njegove majke Marije. Begu je umrlo troje djece, a ovi su izložili begu vračarsko umijeće Marije vračarice. Obrazložila mu je u vračarskom zanosu, zakunivši se na Boga i svete, da je beg počinio veliki grijeh jer je kuću sagradio na srpskome groblju i na nekoj crkvini rišćanskoj, te je to uzrok da mu djeca umiru, a da ako ostane i dalje ovdje da mu nije jedno dijete neće ostati živo, te da će on sam i supruga mu hrđavo proći. Beg je čuo vračanje, pozvao brzo pravoslavnog popa i još neke seoske prvake ponudivši im kuću i zemljište kraj nje da ju uzmu za crkvu. Pop se isprva ispričavao, "kao tobož da oni nebi smjeli to bez izuna drugih begova Kulenovića učiniti, jer će veli njima krivo biti, kad bi se to u ime crkve kupilo". Mehmed-beg je sazvao rodbinu i prijatelje, izložio im stvar i nagovorio ih da moraju dati izum i dopuštenje da se zemlja i kuća za crkvu može prodati. Na to su begovi prijatelji i rodbina pozvali popa i još neke ljude, dopustili im, čak i zaprijetili da moraju kupiti zemljište. Tako su 1874. pravoslavci dobili zemljište za crkvu.
Muslimansko stanovništvo na područje Krnjeuše se u većem broju počelo doseljavati nakon povlačenja Osmanlija iz središnje i južne Hrvatske, dok su Hrvati i Srbi to učinili nakon povlačenja Osmanlija i dolaska Austro-Ugarske 1878. godine.
U početku je bilo pojedinačno doseljavanje u Krnjeušu, a nakon dolaska pod Austro-Ugarsku slijedi masovno naseljavanje Krnjeuše. Narod je težeći za novim i plodnijim prostorom migrirao ovamo s prostora Like i Krbave. Većinom su se doselili pravoslavci, a doselili su se i brojni Hrvati katolici. Sve su zajednice sudjelovale zajedno u svim oblicima društvenog života. U početku su starosjedilački pravoslavci bili suzdržani prema novodoseljenim pravoslavcima, ali to je uskoro prestalo. S Hrvatima katolicima povjerenje i zbližavanje sporije se odvijalo. Kasniji naraštaji nisu pamtili stare zavade iz starog kraja te su se razvili dobrosusjedski i kumovski odnosi, međusobno pomaganje na osobnoj razini, bilo u fizičkom radu ili financijski, pa su tako katolici pomogli financijski izgradnju srpske pravoslavne crkve.
U svima četirima selima parohije Krnjeuše bilo je po nekoliko hrvatskih katoličkih obitelji. U Krnjeuši 34 kuće, u Lastvama je osam kuća, u Risovcu su dvije kuće, u Vranovini su trije kuće, a cijeli zaselak Krnjeuše Zelinovac čine katolici. Do 1875. godine u Zelinovcu je bila kula, rezidencija begova. Poslije austro-ugarskog zaposjedanja naselili su se ovdje katolici. Trinaestak kuća katolika tu se grupiralo u dvjema skupinama na razmaku od trista metara. Uglavnom su ovdašnji katolici ikavski Hrvati koji su se doselili 1879./80. godine iz najbližeg susjedstva, iz Like i Krbave, tj. iz lapačkog i gračačkog kotara. Tamošnje katolike zovu Bunjevci, kako se i sami nazivaju, a naziv su prihvatili i pravoslavni susjedi. Dio doseljenih katolika su Hrvati iz udbinskog i gospićkog sreza, gdje katolike nazivaju "Krnjacima". Poznaju običaj brgulja, i većinom slave sv. Stipana 26. prosinca i sv. Ivana. 27. prosinca. Korijeni doseljenih ličko-krbavskih Hrvata su iz Dalmacije, Krnjske i Štajerske, jer je Lika sva opustila nakon osmanskih osvajanja, od Gospića do Zvonigrada, pa je u njih na gračačkim barama i okolnim zemljama "baronušama", nazvanih po baronu Kneževiću koji ih je dobio u vlasništvo, baron Knežević doselio Hrvate iz tih krajeva. Dio ličkih katolika su rekristijanizirani muslimani iz Like. To su hrvatski i vlaški muslimani koji nakon oslobađanja Like od osmanske vlasti nisu otišli, nego ostali u svojim domovima i vratili se predačkoj kršćanskoj vjeri. Hrvati iz Risovca (Skender, Pavičić) su podrijetlom doseljeni iz Gračaca, Boričevca, Gračaca, Hrvati iz Krnjeuše podrijetlom su iz Gračaca, Boričevca, Svetog Roka, Bruvna, Karlobaga, Lovinca te jedna obitelj iz Jaroslava u ukrajinskoj Galiciji, Hrvati iz Vranovine (Pavelić) podrijetlom su iz Boričevca, Hrvati u Lastvama (Gradina: Kneževići, Cerovače: Jurjevići, Matijevići) podrijetlom su iz Boričevca i Gračaca. Hrvatske obitelji krnjeuškog kraja su Skender, Kovačević, Dudek, Ivezić, Matijević, Pavičić, Balen, Jurjević, Došen, Ivaniš, Javor, Tomičić, Knežević i Pavelić.
Sve krnjeuške stanovništvo za sebe nije govorilo da su Bosanci, nego da su Ličani: Bjelajac, Šokac, Vlah. Zaseoci koje su Hrvati nastanjivali bili su i: Stara Krnjeuša (Matijević), Brda (Ivezić), Pod Rustinom (Balen), Lisičjak (Ivaniš, Skender, Došen), Selište (Matijević, Skender), Sekulić Polje (Sekulić), Zapoljak (Jurjević), D. Zelinovac (Baleni), G. Zelinovac (Javor, Matijević, Ivaniš). Katolička crkva bila je od središta mjesta prema sjeverozapadu, Bećinici i Zapoljku. Pravoslavna crkva je prema jugoistoku od središta mjesta, prema Prispi i Vođenici. Jugozapadno od središta mjesta, cestom prema Selištu i Vrtočama, kod zaseoka Pod Rustinom je pravoslavno groblje, a nešto južnije, s druge strane ceste, kod Polja je katoličko groblje.
Katolička crkva u Krnjeuši građena je približno od 1890. do 1892. godine. Gradili su ju ljudi o svom trošku. U početku su ju vodili fratri, a poslije svjetovni svećenici. Od 1892. do 1941. godine smijenilo se devet župnika. Posljednji je bio mučki ubijeni vlč. Krešimir Barišić, trapist.
Srpsko-pravoslavna crkva u parohiji krnjeuškoj protoprezviterata petrovačkog počela se graditi 25. kolovoza 1896. godine. Zvono za crkvu dobili su 1891. godine.
Godine 1941. stradali su i Srbi i Hrvati samo zato što su pripadnici druge nacije a u zavisnosti od situacije na terenu i trenutnog odnosa snaga, zbog naizmjenične vlasti NDH, Talijana, Nijemaca, partizana i četnika.
Masovna ubojstva Hrvata na graničnom području Hrvatske i Bosne i Hercegovine, Krajem srpnja i u kolovozu 1941. izbio je srpski ustanak koji je rezultirao masovnim ubojstvima i masovnim protjerivanjima Hrvata na ovom graničnom području Hrvatske i Bosne i Hercegovine (Drvar i okolica, iz Bosanskog Grahova i okolice - naselja Luka, Korita, Ugarci, Obljaj i druga, iz Brotnja, Boričevca, Vrtoče, Lastve, Zelinovca, Krnjeuše). "Siva knjiga odmetničkih zvjerstava" ne spominje ustašku odmazdu i pritiske nad Srbima ovog kraja. Nasilnici koji su ušli u ustaški vojno-redarstveno-oružnički sustav napravili su velika zla Srbima; pohićene Srbe ubili su i bacili u jamu u Risovcu, u koju su bacili Srbe ubijene i iz drugih krajeva. U Boričevcu su strijeljali dio uhićenih krnjeuških Srba. Počinitelji zločina okrutnim metodama ubijali su Srbe, hvaleći se po čaršiji i susjedstvu nedjelima. Nisu marili za prijekor starijih krnjeuških Hrvata da se time nije hvaliti, koji su zločince proročanski upozorili "vi sa Srbima potpađate pećinu a oni će je sa vama dovršiti".
Nakon pokolja u Vrtočama četnici-komunisti počinili su zločin nad Hrvatima susjedna sela Krnjeuše. Napadnuta Krnjeuša imala je 12 katoličkih kuća s oko 80 žitelja. Sve su hrvatske kuće odreda opustošene i popaljene, a stanovnici gotovo svi poubijani.
Preživjeli Hrvati bježeći su napustili Krnjeušu, ostavivši svoja stečena imanja, blago, ljetinu i ostale zalihe hrane i potrepštine. Sve je to razgrabljeno, dijelom sakupljeno i organizirano kao pomoć novoformiranoj Krnjeuškoj partizanskoj četi.
Nakon pokolja Hrvata u župi Krnjeuša i paljenja župne crkve, 9. i 10. kolovoza 1941., nikad poslije nisu više bile služene mise po katoličkom obredu. Prva je sveta misa bila slavljena nakon 74 godine na devastiranom katoličkom groblju “Kod Križa” između Vrtoča i Krnjeuše, što je bila prva takva ne samo u Krnjeuši nego u cijeloj općini Bosanski Petrovac. To je bila misa zadušnica žrtvama tog pokolja, čiji točan broj nikad nije utvrđen. Preliminarnim istraživanjima došlo se do broja od 240 okrutno ubijenih nedužnih hrvatskih civila, od čega 72 žene i 49 djece do 12 godina starosti (samo u Krnjeuši 130 Hrvata). Broj nije konačan, jer se odnosi na uži dio župe i ne obuhvaća predjele koji su najviše stradali: južni dio župe oko Kulen Vakufa i Vrtoča s pripadajućim selima. Župi je pripadalo dvadesetak sela i zaselaka. Preliminarni broj ne obuhvaća poginule domobrane.
Svršetkom II. svjetskog rata tadašnje komunističke vlasti većini preživjelih stanovnika tih župa nisu dopustile vratiti se na rodna ognjišta, a imovina žrtava u međuvremenu je dobila nove vlasnike.
Komemoraciju žrtvama je organizirala Banjalučka biskupija i župa sv. Josipa Drvar-Bos. Petrovac.  Zbog takve državne politike, imanja Hrvata ostala su napuštena. Država ih je nacionalizirala. Kod nenacionaliziranih imanja izumrlim vlasnicima imanja su ostala zapuštena i propadala su. Isto se zbilo s nenacionaliziranim imanjima dijela preživjelih i nasljednika, koji su odustali ili nisu smjeli doći pa su im posjedi zapušteni i zubom vremena uništeni i zarasli do neprepoznatljivosti da je tu ikada bilo neko domaćinstvo. Dio Hrvata kojima nije oduzeto imanje, zbog prisile, malodušnosti ili spašavanja šta se spasiti dade, prodali su svoja imanja.
Prigodom posjeta u svibnju 2017. banjolučkog biskupa Franje Komarice načelniku općine Bosanski Petrovac Zlatku Hujiću razgovaralo se o izgradnji manje crkve na katoličkom groblju u Petrovcu te uređenje devastiranoga katoličkog groblja u Krnjeuši, na kojem se od 2015. održava komemoracija za 250 župljana i župnika don Krešimira Barišića koji su ubijeni u pokolju 9. i 10. kolovoza 1941. godine. Predloženo je i podizanje spomen-križa u čast 125. obljetnice osnutka ugasle župe. Danas na području petrovačke općine živi samo desetak katolika,  dok je prije Drugog svjetskog rata bilo više od 1500, koji su pohodili crkve u Petrovcu, Krnjeuši i Oštrelju.
Od 2015. na katoličkome groblju u Krnjeuši održavaju se komemoracije u spomen na stradalog župnika Barišića i njegove vjernike. Na sv. misi 12. kolovoza 2017. u povodu 76. obljetnice stradanja Hrvata u Krnjeuši, koju je predvodio banjolučki biskup mons. Franjo Komarica na katoličkom groblju Križ u Krnjeuši, blagoslovljen je stari kameni križ, jedini očuvani vidljivi trag na ovomu devastiranom groblju. Stari križ je uzdignut i postavljen na novi betonski pijedestal. Katoličko groblje je smješteno regionalni put Vrtoče-Krnjeuša.
Sela poput Brestovca, Vođenice i Vrtoča podosta su oslonjena na Krnjeušu.

## Stanovništvo

### Popisi 1971. – 1991.
| Krnjeuša           |              |              |              |
| godina popisa      | 1991.        | 1981.        | 1971.        |
| Srbi               | 931 (97,18%) | 847 (97,35%) | 902 (99,55%) |
| Hrvati             | 4 (0,41%)    | 3 (0,34%)    | 3 (0,33%)    |
| Muslimani          | 0            | 0            | 1 (0,11%)    |
| Jugoslaveni        | 13 (1,35%)   | 19 (2,18%)   | 0            |
| ostali i nepoznato | 10 (1,04%)   | 1 (0,11%)    | 0            |
| ukupno             | 958          | 870          | 906          |

### Popis 2013.
| Krnjeuša           |              |
| godina popisa      | 2013.        |
| Srbi               | 492 (99,39%) |
| Bošnjaci           | 1 (0,20%)    |
| Hrvati             | 1 (0,20%)    |
| ostali i nepoznato | 1 (0,20%)    |
| ukupno             | 495          |

## Poznate osobe
- Ana Došen-Dobud, hrvatska spisateljica

## Vanjske poveznice
- www.krnjeusa.com  Arhivirana inačica izvorne stranice od 5. rujna 2009. (Wayback Machine) (srp.)
- www.krnjeusa.net (boš.)
- www.grmec.com – Selo Krnjeuša  Arhivirana inačica izvorne stranice od 2. veljače 2009. (Wayback Machine) (boš.)
- Siva knjiga Slike: Oštećeni zvonik rimokatoličke crkve u Krnjeuši, koju su zapalili četnici-komunisti i Mjesto zatrpanog bunara u domu Milana Balena u Krnjeuši, gdje su četnici-komunisti prethodno bacili i ubili nevine žrtve, str. 40-41